# Katarzynki (województwo kujawsko-pomorskie)
Katarzynki – wieś w Polsce położona w województwie kujawsko-pomorskim, w powiecie wąbrzeskim, w gminie Ryńsk. Miejscowość wchodzi w skład sołectwa Cymbark.
Według podziału administracyjnego Polski obowiązującego w latach 1975–1998, miejscowość należała do województwa toruńskiego.